# Gynoplistia (Gynoplistia) cuprea percara
Gynoplistia (Gynoplistia) cuprea percara is een ondersoort van de tweevleugelige Gynoplistia (Gynoplistia) cuprea uit de familie steltmuggen (Limoniidae). De ondersoort komt voor in het Australaziatisch gebied.